# USS LST-964
O USS LST-964 foi um navio de guerra norte-americano da classe LST que operou durante a Segunda Guerra Mundial.